# Тербиль, Фетхи
Фетхи Тербиль (араб. فتحي تربل‎) — ливийский юрист и правозащитник. Широкую известность получил в 2011 году, когда его арест вызвал массовые протесты и беспорядки по всей Ливии, которые в итоге привели к гражданской войне.

## Биография
Тербиль выступал представителем родственников погибших в 1996 году заключённых тюрьмы Абу-Салим. Тогда в ходе тюремного бунта погибло свыше тысячи человек. В феврале 2011 года в Бенгази власти арестовали правозащитника. 15 февраля на улицы города вышло около двух сотен человек, требовавших освобождение Тербиля и отставки лидера страны Муаммара Каддафи, руководившего Ливией с 1969 года. Вскоре демонстрации переросла в столкновения с полицией.
Чуть позже Тербиля освободили, но беспорядки не только не закончились, но и переросли в гражданскую войну.
30 мая он был награждён Международной премией Людовика-Трайе, ежегодно присуждаемой юристам, которые занимались вопросами прав человека. Повстанческий Переходный национальный совет Ливии назначил его министром по делам молодёжи и спорта.